# Otto Schoetensack
Otto Karl Friedrich Schoetensack, né le 12 juillet 1850 à Stendal en Altmark et mort le 23 décembre 1912 à Ospedaletti en Italie, est un industriel prussien, qui devint professeur d'anthropologie et découvrit la mandibule de Mauer, près de Heidelberg, dont il fit l'holotype de la nouvelle espèce Homo heidelbergensis.

## L'homme d'affaires
Son père était professeur au lycée de Stendal, cultivé mais très peu fortuné, si bien qu'Otto dut quitter prématurément le lycée pour entrer en apprentissage dans le commerce, puis travailler. Il gagna vite l'estime et la confiance de son patron qui l'envoya souvent pour ses affaires à l'étranger, permettant au jeune homme d'élargir son horizon. L'avenir le plus prometteur lui était offert, mais cette voie ne le satisfaisait pas et dans tous ses moments libres, il travaillait avec ardeur la chimie. 
En 1877, il créa sous l'appellation Hoffmann et Schoetensack une entreprise chimique dont le siège était à Mannheim et l'usine à Ludwigshafen, dont le capital était de 900 000 marks. L'usine, qui employait environ 200 ouvriers, devint vite prospère ; malheureusement l'associé d'Otto, peu sérieux, lui laissait tout le travail, si bien qu'il y laissa sa santé, d'autant que l'entreprise fabriquait du chlore.
Finalement, souffrant de troubles respiratoires, il dut vendre ses parts et vécut de ses rentes, ne se consacrant plus qu'à la science.

## Le savant
En 1883, bien qu'ayant passé trente ans, il s'inscrivit à l'université de Fribourg et, en janvier 1886, put passer un examen. En novembre de la même année, il devenait directeur du musée de Préhistoire et d'ethnographie. En 1888, il s'installa à Heidelberg et fit à titre privé des recherches savantes qui aboutirent à de nombreuses publications.
La question de l'histoire évolutive de la lignée humaine le passionnait. Il vit l'intérêt d'une sablière à Mauer, à 10 km au sud-est d'Heidelberg, et fit donner une formation aux ouvriers, qui recevaient une récompense pour chaque trouvaille ; il attira leur attention sur le fait qu'il pourrait y avoir aussi des fossiles humains. C'est ainsi qu'il put enrichir les collections du Grand-duché de Bade et de l'Université.
Sa santé s'étant améliorée, il put passer le Baccalauréat universitaire à près de cinquante ans (il avait dû quitter l'école au niveau du brevet) et en 1904 fut nommé chargé de cours à l'université d'Heidelberg pour enseigner l'anthropologie, la préhistoire et l'origine des animaux domestiques. Sa thèse s'intitulait La Faune d'Europe centrale à l'époque néolithique et elle se fondait essentiellement sur ses propres recherches aux environs d'Heidelberg. Nommé professeur peu après, il donna des cours sur divers sujets de préhistoire, allant de l'anthropologie aux vases grecs.

## La découverte
Alors qu'il était déjà miné par la maladie, Otto Schoetensack eut la joie de faire la grande découverte qui immortalisa son nom. Cette découverte n'était nullement le fruit du hasard mais le résultat d'un travail patient, mené avec une rigueur inhabituelle pour l'époque.
Le 21 octobre 1907, un ouvrier formé par ses soins découvrit dans la sablière de Mauer une mandibule dont le savant reconnut tout de suite le caractère extraordinaire : massive et puissante, elle n'en avait pas moins des dents absolument humaines. Procédant avec une rigueur remarquable, il fit avant tout constater la disposition des lieux par un géomètre-topographe et en fit même dresser un procès-verbal par un notaire. En janvier 1908, après une étude minutieuse, il publia Der Unterkiefer des Homo heidelbergensis - ein Beitrag zur Paläontologie des Menschen (La mâchoire inférieure de Homo heidelbergensis – Contribution à la paléontologie humaine), l'article de référence sur Homo heidelbergensis et la mandibule de Mauer. 
Nommé en 1909 professeur titulaire de la chaire d'anthropologie, Otto Schoetensack fut obligé de se retirer en 1911 en raison de son état de santé et il mourut le 23 décembre 1912, à Ospedaletti sur la côte ligure italienne, où il était allé passer l'hiver.

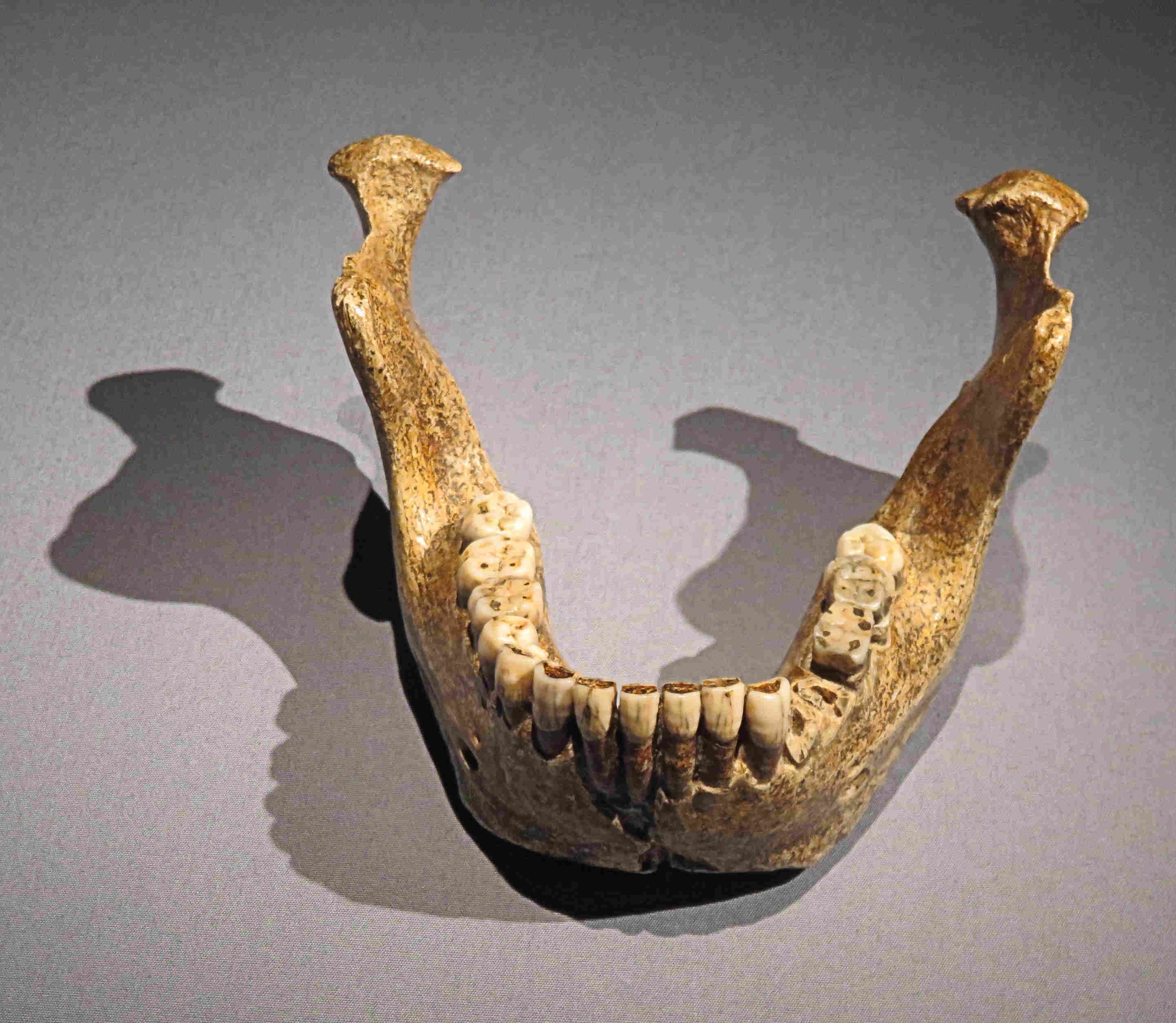
Mandibule de Mauer.